# Mark Tinordi
Mark Douglas Tinordi (* 9. Mai 1966 in Red Deer, Alberta) ist ein ehemaliger kanadischer Eishockeyspieler, der im Verlauf seiner aktiven Karriere zwischen 1987 und 1999 unter anderem 728 Spiele für die New York Rangers, Minnesota North Stars, Dallas Stars und Washington Capitals in der National Hockey League auf der Position des Verteidigers bestritten hat. Seinen größten Karriereerfolg feierte Tinordi im Trikot der kanadischen Nationalmannschaft mit dem Sieg beim Canada Cup 1991. Seine Söhne Jarred und Matt sind ebenfalls Eishockeyspieler.

## Karriere
Tinordi spielte während seiner Juniorenzeit zwischen 1982 und 1987 für die Lethbridge Broncos und Calgary Wranglers. Während er mit den Broncos in seiner Rookiesaison den President’s-Cup gewann, erhielt er in seiner letzten WHL-Saison, die er bei den Wranglers absolvierte, eine Berufung ins East First All-Star Team der Liga.
Ungedraftet unterschrieb Tinordi im Januar 1987 einen Vertrag bei den New York Rangers aus der National Hockey League und wechselte im Frühjahr nach Beendigung der WHL-Saison ins Profilager. Dort spielte der Verteidiger zunächst für die New Haven Nighthawks in der American Hockey League und die Colorado Rangers in International Hockey League, während er bei den New York Rangers in der NHL nur sporadisch zu Einsätzen kam. Bereits im Oktober 1988 trennten sich die Wege der Rangers und Tinordis, als er gemeinsam mit Paul Jerrard, den Transferrechten an Bret Barnett und Mike Sullivan sowie einem Drittrunden-Wahlrecht im NHL Entry Draft 1989 an die Minnesota North Stars abgegeben wurde. Im Gegenzug wechselten Brian Lawton, Igor Liba und die Transferrechte an Eric Bennett nach New York.
Bei den Minnesota North Stars wurde Tinordi für die folgenden fünf Jahre heimisch. Er erreichte mit dem Team im Frühjahr 1991 das Finale um den Stanley Cup, wo es den Pittsburgh Penguins trotz einer zwischenzeitlichen 2:1-Führung nach Spielen mit 2:4 unterlag. Zur folgenden Spielzeit wurde Tinordi zum 14. und letzten Mannschaftskapitän des Franchises ernannt, nachdem der bisherige Kapitän Curt Giles nicht mehr im Aufgebot stand. Zudem erhielt er eine Einladung zum NHL All-Star Game 1992. Mit dem Umzug ins texanische Dallas und der Umbenennung in Dallas Stars folgte ein neues Kapitel, das für den Kanadier allerdings nur bis zum Januar 1995 andauerte. Trotz des Verbleibs als Kapitän des neuen Klubs wurde er kurz vor Beginn der verspätet beginnenden NHL-Saison 1994/95 gemeinsam mit Rick Mrozik zu den Washington Capitals transferiert, die im Tausch Kevin Hatcher abgaben.
Bei den Hauptstädtern verbrachte der Abwehrspieler weitere viereinhalb Jahre, in denen er 1998 erneut das Stanley-Cup-Finale erreichte, aber auch oft durch Verletzungen geplagt war. Nachdem er in der Spielzeit 1998/99 nur 48 Spiele bestreiten konnte und im Juni 1999 im NHL Expansion Draft 1999 von den Atlanta Thrashers ausgewählt worden war, beendete er seine Karriere.

### International
Tinordi vertrat sein Heimatland Kanada beim Canada Cup 1991. Dabei kam der Verteidiger in drei der acht Partien seines Teams zum Einsatz, in denen er punktlos blieb und zwei Strafminuten erhielt. Am Ende des Turniers errang er mit den Kanadiern die Goldmedaille.

## Erfolge und Auszeichnungen
- 1983 President’s-Cup-Gewinn mit den Lethbridge Broncos
- 1987 WHL East First All-Star Team
- 1992 Teilnahme am NHL All-Star Game

### International
- 1991 Goldmedaille beim Canada Cup

## Karrierestatistik

### International
Vertrat Kanada bei:
- Canada Cup 1991

(Legende zur Spielerstatistik: Sp oder GP = absolvierte Spiele; T oder G = erzielte Tore; V oder A = erzielte Assists; Pkt oder Pts = erzielte Scorerpunkte; SM oder PIM = erhaltene Strafminuten; +/− = Plus/Minus-Bilanz; PP = erzielte Überzahltore; SH = erzielte Unterzahltore; GW = erzielte Siegtore; 1 Play-downs/Relegation; Kursiv: Statistik nicht vollständig)